# Jenny Stella
Jenny Stella (* 25. April 1999 in Hamm, Nordrhein-Westfalen, Deutschland) ist eine deutsche Pornodarstellerin, die seit 2017 in Mailand, Italien lebt.

## Leben
Stella studiert seit 2022 in Italien Medien und Design. Mit 18 Jahren begann sie als Erotikdarstellerin zu arbeiten, zuletzt bei Mydirtyhobby. Seit 2022 fungiert sie dort als Markenbotschafterin. Sie wurde 2023 mit dem internationalen Venus Award „beste Amateurdarstellerin“ ausgezeichnet. Im selben Jahr gewann sie den NetStarTV Award in Berlin. 2024 gewann sie den Venus Award als beste deutsche Darstellerin.

## Auszeichnungen
- Venus Award 2024 als beste Darstellerin
- Venus Award 2023 als bestes Amateurgirl